# Heeresbericht (Roman)
Heeresbericht ist der Titel eines 1930 im Horen-Verlag veröffentlichten Romans von Edlef Köppen. Er ist zugleich das bekannteste Werk Köppens. In diesem Roman verarbeitet der Autor seine eigenen Erlebnisse des Ersten Weltkriegs, wodurch die fiktive Handlung autobiographische Züge erhält.

## Handlung
Der Roman schildert die Erlebnisse des Studenten Adolf Reisiger, der als Kriegsfreiwilliger 1914 zu einem Feldartillerieregiment kommt und mit diesem Regiment bis zu seiner Verwundung an der Westfront kämpft. Nach seiner Genesung Ende 1916 wird Reisiger – inzwischen Offizierstellvertreter – einem Artillerieregiment an der Ostfront zugeteilt. Als der Friedensvertrag von Brest-Litowsk mit Sowjetrussland den Abzug vieler deutscher Verbände von der Ostfront ermöglicht, wird Reisiger, nun bereits Leutnant der Reserve, mit seinem Regiment erneut an die Westfront verlegt. Nachdem die Deutsche Frühjahrsoffensive 1918 keinen Durchbruch erzielte, folgt Mitte Juli 1918 der letzte Versuch, den Krieg zu gewinnen. Doch auch diese Offensive scheitert. Im Verlauf des Romans wird Reisigers wachsender Zweifel am Sinn dieses Krieges deutlich. Seine anfängliche Begeisterung ist im Spätsommer 1918 völlig geschwunden. Er bricht schließlich psychisch zusammen, weigert sich, an weiteren Kriegshandlungen teilzunehmen, und wird in eine Heilanstalt eingeliefert.

## Form
Das Besondere an Köppens Roman sind die einmontierten Originaldokumente, wie z. B. Zitate des Kaisers, hoher Offiziere, Erlasse der Zensurstellen oder Zeitungsberichte und Reklame. Außerdem wurden fiktive Elemente wie die Tauglichkeitserklärung Reisigers oder dessen Tagebucheinträge und Briefe in die Ebene der historischen Dokumente gerückt sowie historische Dokumente in die fiktive Handlung eingeflochten, was zu einer Vermischung von Wirklichkeit und Fiktion führt. Die Dokumente wurden teilweise von Köppens Mutter gesammelt (Reklame, Zeitungsartikel, …) oder stammten von seinem Vermieter, der im Reichsarchiv in Potsdam arbeitete. Interessant ist auch, dass die pazifistischen Gedichte, die Reisiger schreibt, von Köppen selbst stammen und schon zuvor veröffentlicht worden waren. Die Dokumente dienen dazu, Reisigers Erlebnisse zu kommentieren und in größere Zusammenhänge einzuordnen. Dabei ist die Wiedergabe der Kriegsereignisse in den originalen Heeresberichten gegenüber den Kriegserlebnissen des Helden ein Zeugnis für Lüge, Aberwitz und Wahnsinn des Krieges. Der Heeresbericht gilt zusammen mit Alfred Döblins Roman Berlin Alexanderplatz als einer der ersten Montageromane in deutscher Sprache.
„Formal avanciert“ (Baumann) ist auch die Benutzung von Bewusstseinsströmen und inneren Monologen in den Schilderungen Reisigers.
Der Heeresbericht konfrontiere (so Baumann), „wie allerdings die meisten Kriegsromane, egal ob sie sich affirmativ oder kritisch verstehen, den Leser in einem nahezu pornographischen Entwicklungsrhythmus mit ‚Stellen‘ immer drastischer werdender Darstellung und Ausstellung von spektakulären Körperzuständen, hier der Inszenierung von Tod, Verstümmelung und Wahnsinn im totalen Kriegstheater des Stellungskrieges.“

## Wirkung und Adaptionen
Der Roman erschien erstmals 1930, zu einer Zeit, als auch andere Romane über den Ersten Weltkrieg erschienen, wie etwa Remarques Im Westen nichts Neues (1929), Renns Krieg (1928) oder Zweigs Der Streit um den Sergeanten Grischa (1927). 1931 erschien eine englische Übersetzung unter dem Titel Higher Command. 1932 folgte eine zweite Auflage im List-Verlag, der den Horen-Verlag inzwischen übernommen hatte. Der Roman Heeresbericht gehört zu den literarischen Werken, die Opfer der Bücherverbrennung 1933 in Deutschland wurden (siehe Liste der verbrannten Bücher 1933). Nach der Auflage von 1932 kam es in der Bundesrepublik erst 1976 wieder zu einer Neuauflage des Werks, in der DDR 1981. 2005 erschien im Verlag Ambo/Anthos in Amsterdam eine niederländische Übersetzung des Romans unter dem Titel Frontberichten. Im Jahr 2012 produzierte der Hamburger Maler und Hörbuchautor Andreas Karmers eine Hörspielfassung des Romans. Im Jahr 2024 wurde die russische Übersetzung des Romans veröffentlicht.

## Einzelbelege
1. ↑  Astrid Erll: Gedächtnisromane. Literatur über den Ersten Weltkrieg als Medium englischer und deutscher Erinnerungskulturen in den 1920er Jahren. Trier 2003, ISBN 3-88476-610-4, S. 339.
2. ↑  Anhang zu Heeresbericht S. 398, List-Verlag 2005, ISBN 3-548-60577-X.
3. ↑  Andreas Baumann: Tod zerwebt. Edlef Köppens Montageroman "Heeresbericht" – ein vergessenes Buch über den Ersten Weltkrieg. literaturkritik.de rezensionsforum vom 8. August 2004, abgerufen am 6. Oktober 2016.
4. ↑  Martina Stadler: Desillusionierung und Kriegsernüchterung in Edlef Köppens „Heeresbericht“, Erich Maria Remarques „Im Westen nichts Neues“ und Ludwig Renns „Krieg“. Diplomarbeit. Wien 30. Januar 2013, S. 29.
5. ↑  Anne Milachowski: Edlef Köppen: Heeresbericht (1930). In: Bibliothek verbrannter Bücher. Abgerufen im April 2017.
6. ↑  Neuauflage im Verlag der Nation Berlin (Ost) 1981, 2. Auflage 1985.
7. ↑  Dirk Verhofstadt: Frontberichten. (Seite nicht mehr abrufbar, festgestellt im April 2017. Suche in Webarchiven) In: Liberales. 10. Februar 2005 (belgische Rezension).
8. ↑  Hörspiel Heeresbericht (Verlagspräsentation mit Hörprobe), Regie und Produktion: Andreas Karmers (2012), Spieldauer: 759 Minuten (elf CDs), ISBN 978-3-941940-11-6.
9. ↑  Rezension von Veit Justus Rollmann: Und der Feind trommelt…. In: literaturkritik.de rezensionsforum. 1. Oktober 2012, abgerufen am 6. Oktober 2016.
10. ↑  Будни добровольца: в окопах Первой мировой / пер. с нем. А. Чёрного. Москва: Колибри, 2024. 400 с. ISBN 978-5-389-24586-0.